# Stanisław Hachorek
Stanisław Marian Hachorek (ur. 21 stycznia 1927 w Czeladzi, zm. 24 października 1988 w Warszawie) – polski piłkarz, olimpijczyk, trener.

## Kariera
Pierwszą bramkę w reprezentacji Polski zdobył 29 maja 1955 w debiutanckim meczu rozegranym w Bukareszcie z reprezentacją Rumunii (2:2).
Grając w pierwszoligowej Gwardii w latach 1953–1960 strzelił 86 bramek. W 1955 został królem strzelców ekstraklasy strzelając w sezonie 16 bramek. Po raz drugi zdobył tytuł króla strzelców w 1961, tym razem jednak II ligi (25 bramek).
Uczestnik igrzysk olimpijskich w Rzymie 1960. W trzech meczach rozegranych przez polską reprezentację zdobył jedną bramkę (wygrany mecz 6:1 z Tunezją).
Po zakończeniu kariery piłkarskiej został trenerem. Pochowany na cmentarzu Powązki Wojskowe w Warszawie (kwatera HIV-3-27).

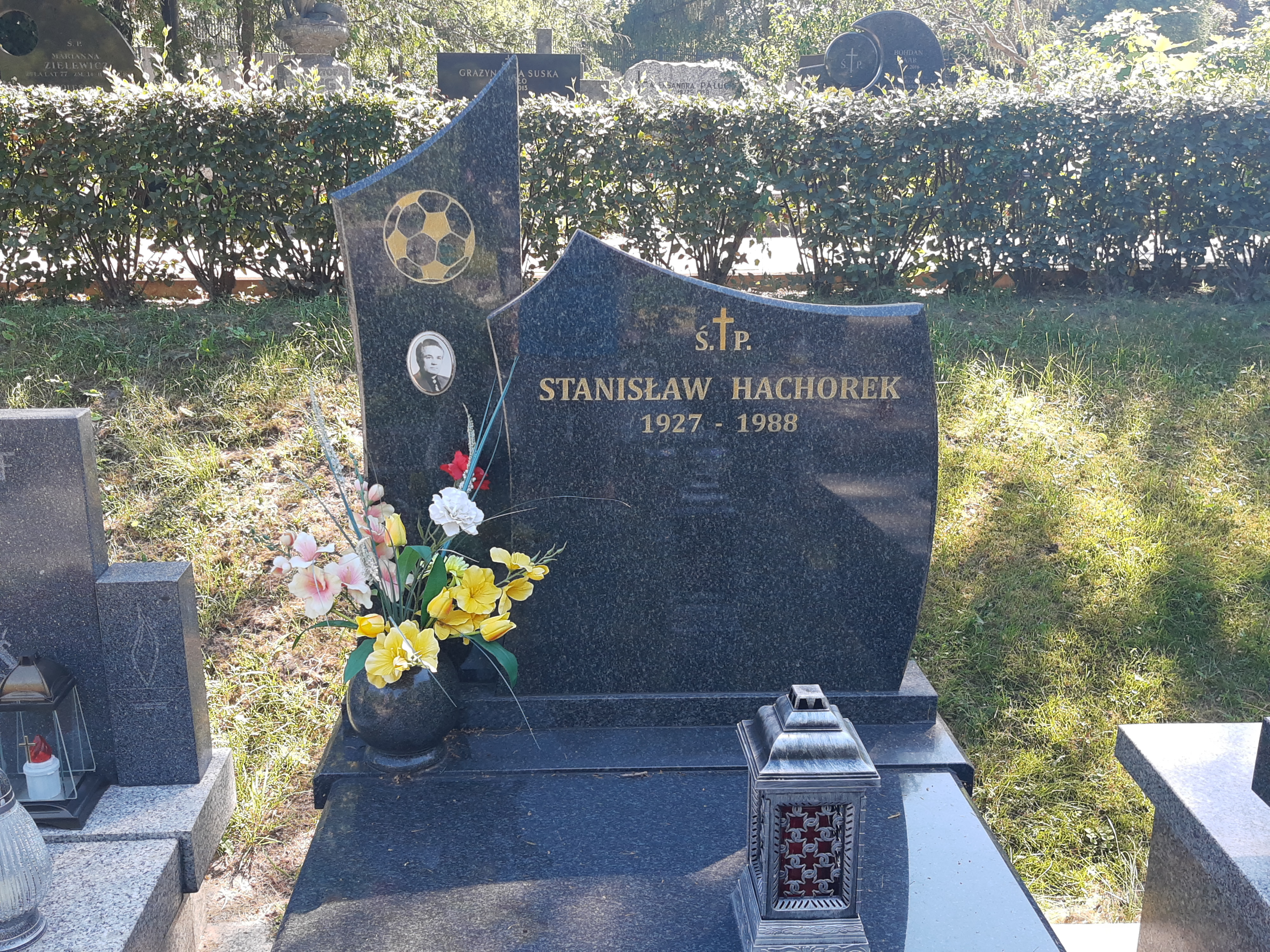
Grób Stanisława Hachorka na Powązkach Wojskowych